# دجاج ديف الساخن
دجاج ديف الساخن هي سلسلة مطاعم أمريكية سريعة غير رسمية متخصصة في تقديم الدجاج الساخن على طريقة ناشفيل .
تأسست سلسلة المطاعم في عام 2017 في لوس أنجلوس، وتوسعت لتشمل أكثر من 100 دولة في أكثر من 6 دول اعتبارًا من عام 2022. ويقع المقر الرئيسي لها بشكل أساسي في باسيدينا، كاليفورنيا.

## تاريخ

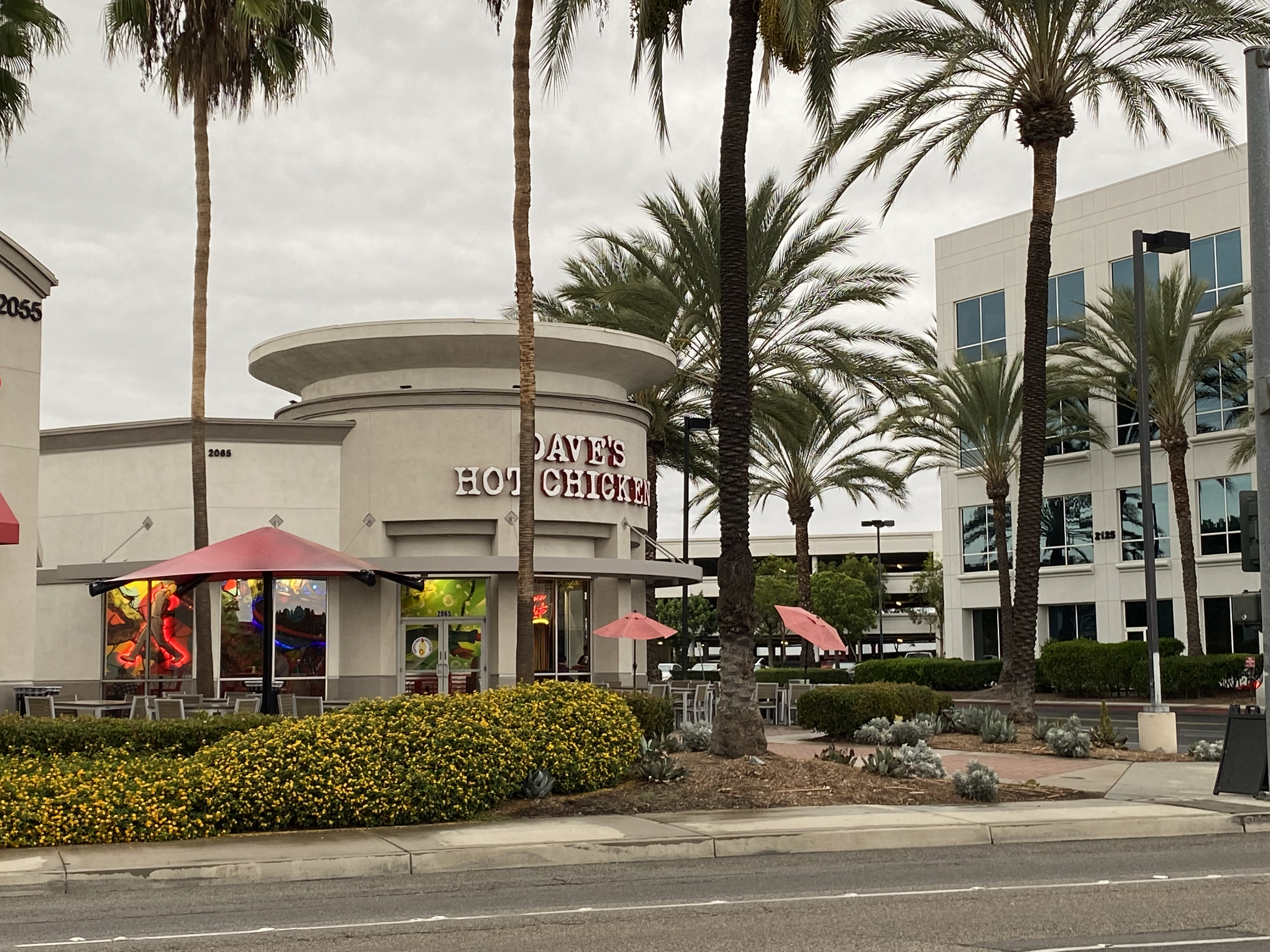
موقع Dave's Hot Chicken في أنهايم، كاليفورنيا

تم تأسيس المطعم لأول مرة في عام 2017، عندما استلهم أصدقاء الطفولة الأرمن الأمريكيين ديف كوبوشيان وأرمان أوغانيشيان وتومي روبنيان وغاري روبنيان من مطاعم إن-ان-أوت برجر ومقرها إيرفين بالإضافة إلى الطلب المتزايد على الدجاج الساخن.
قام كوبوشيان، الذي كان أحد المؤسسين والذي كان طاهيًا محترفًا، بإعداد وصفة الدجاج الرسمية للمطعم الجديد بعد فترة وجيزة.
يتكون الموقع الأول للمطعم من منصة صغيرة تحتوي على مقلاة صغيرة وبعض طاولات النزهة وقائمة محدودة كانت موجودة في موقف للسيارات في القسم الشرقي من هوليوود.
يقدم المطعم عنصرًا واحدًا فقط في قائمته، وهو طبق كومبو من الدجاج الساخن.
وبعد مرور عام، في عام 2018، تم إغلاق الجناح الأصلي ونقله إلى مطعم يقع بالقرب من الموقع الأصلي. بحلول ذلك الوقت كان المطعم يكتسب شعبية في المجتمع.

### الامتياز والتوسع المحلي
في أواخر عام 2019، توصلت شركة المطعم إلى اتفاقية مع مجموعة استثمارية تتألف من المؤسس المشارك لشركة المعجنات ويتزل والرئيس التنفيذي السابق بيل فيلبس والمخرج جون ديفيس لتحويل المطعم إلى امتياز. جعل هذا فيلبس الرئيس التنفيذي للمطعم الجديد، حيث تم التخطيط لافتتاح أكثر من 300 متجرًا عبر الولايات المتحدة وكندا.

#### داخل كاليفورنيا
بعد فترة وجيزة من صفقة الامتياز، بدأ اثنان من مطاعم دجاج ديف الساخن عملياتهما في هوليوود وفي المدينةالكورية.
فمن عام 2020 وحتى عام 2021، أعلنت سلسلة المطاعم أنها افتتحت عددًا كبيرًا من المطاعم في مقاطعة أورانج منطقة خليج سان فرانسيسكو.

#### خارج كاليفورنيا
بدءًا من عام 2021، افتتحت السلسلة 30 موقعًا جديدًا تغطي عددًا من الولايات بما في ذلك كولورادو وإلينوي وميشيغان ونيفادا وأوهايو وأوريجون وتكساس.
وبعد عام توسعت مرة أخرى، وهذه المرة إلى ويسكونسن ونورث كارولينا وماساتشوستس ومينيسوتا وفلوريدا وكنتاكي ونيويورك وأوكلاهوما وأريزونا وأيداهو ونيوجيرسي.
في عام 2023، تم افتتاح عدد قليل من المواقع في عدد من المواقع، بما في ذلك نبراسكا ونيو هامبشاير وسياتل، واشنطن.

### التوسع الدولي
حققت السلسلة أول حضور عالمي لها في عام 2021 عندما تمكنت أخيرًا من فتح مطعم في تورونتو.
من عام 2022 حتى عام 2023، افتتحت السلسلة مواقع مدروسة في الشرق الأوسط، بدءًا من الإمارات العربية المتحدة، في دبي، قبل التوسع إلى قطر، وافتتاح موقع في الدوحة، ومن ثم إلى الرياض في المملكة العربية السعودية. لدى المطعم خطط لفتح المزيد من المواقع في الكويت، البحرين وعُمان.

## قائمة طعام

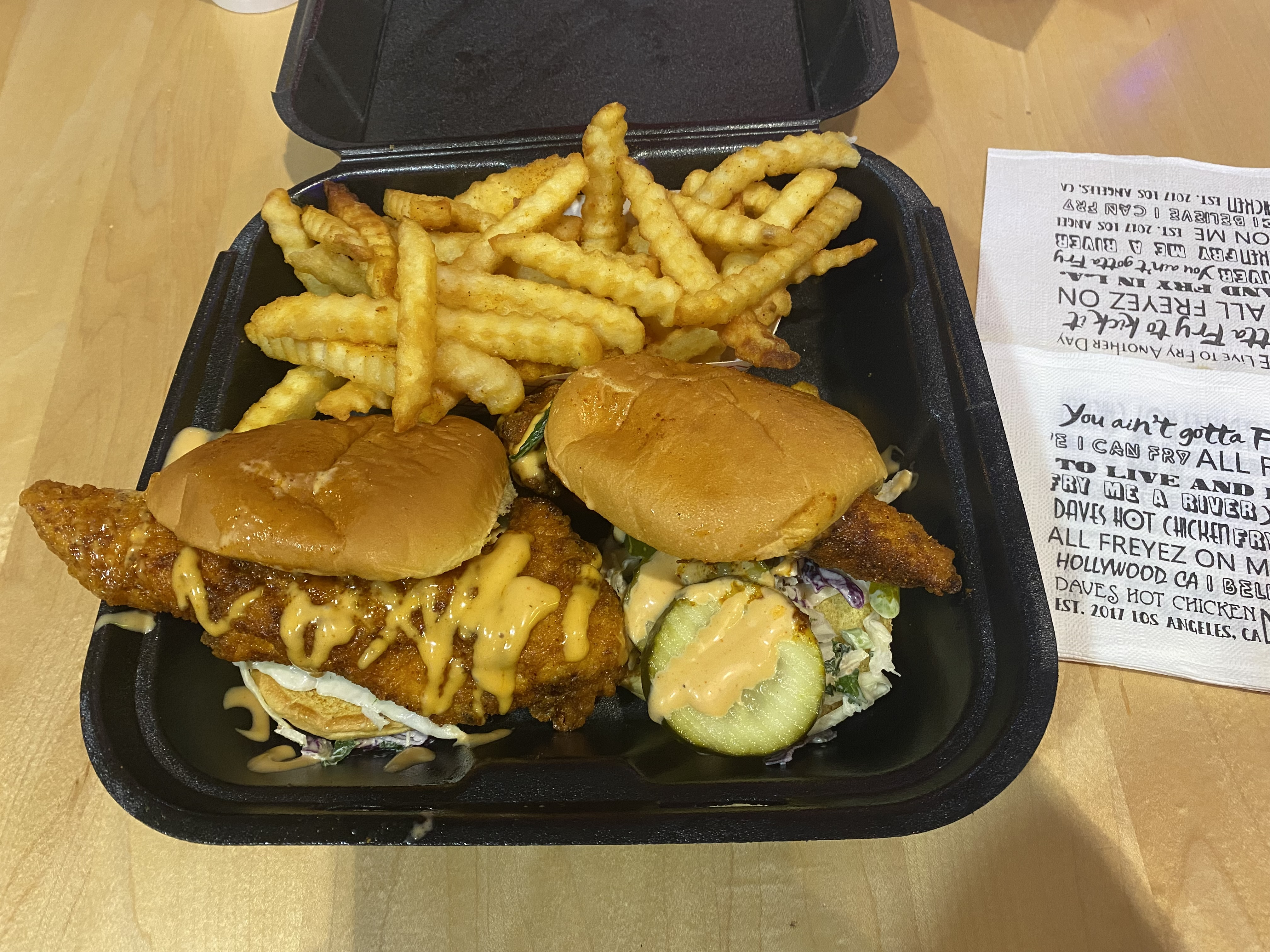
2 سلايدر كومبو من ديفز هوت تشيكن

تتكون القائمة البسيطة من 4 اختيارات من الدجاج الساخن من اختيارك، ويمكنك اختيار المناقصات، الشرائح، أو كليهما. يتم تقديم العطاءات على خبز أبيض، بينما يتم تقديم سلايدرز مع الكعك و المخللات. يمكنك اختيار 7 مستويات لمدى البهارات التي تريدها لدجاجك الساخن، من "بدون توابل" إلى "حاصد". تشمل الأطباق الجانبية التي تحصل عليها ماك آند تشيز، بطاطس مقلية، بطاطا مقلية بالجبن، والمزيد. جميع المواقع تقدم الدجاج الحلال .